# Automatische spanningsregelaar

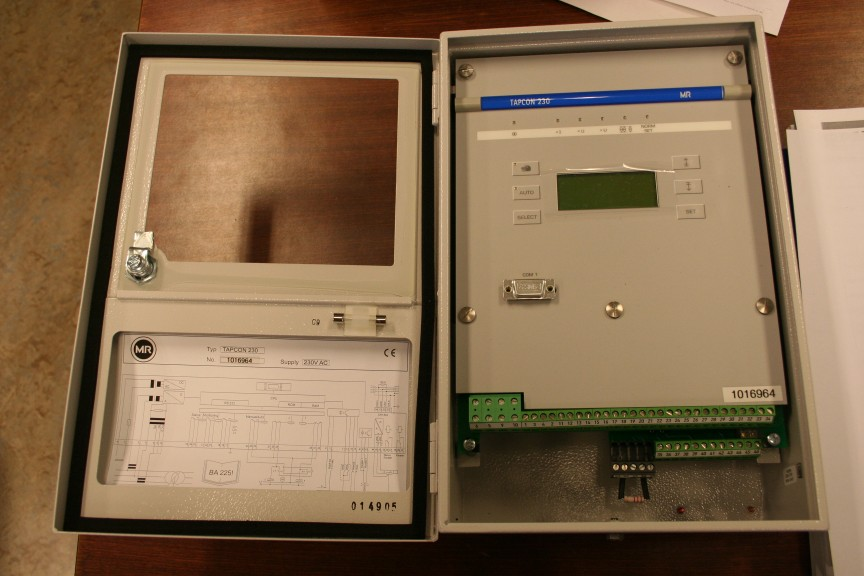
De Tapcon 230 is de basis spanningsregelaar van Machinenfabrik Reinhausen

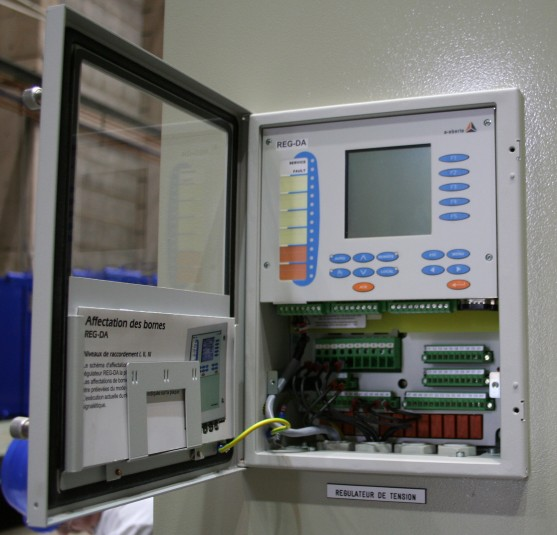
De Reg-DA is een multifunctionele regelaar van A-Eberle

Een automatische spanningsregelaar is een apparaat dat een gemeten spanning constant tracht te houden door het sturen van de uitgang. De automatische spanningsregelaar wordt meestal aangeduid met haar Engelstalige afkorting A.V.R. van Automatic Voltage Regulator. Een automatische spanningsregelaar wordt gebruikt om de spanning van een generator of een vermogentransformator constant te houden bij veranderende belasting. Aangezien een vermogentransformator een hoge impedantie heeft zal bij veranderende belasting de secundaire spanning van de transformator sterk veranderen. Daarom is er in de vermogentransformator een regelwikkeling voorzien met meerder aftakkingen die in- of uitgeschakeld kunnen worden door de lastschakelaar. Deze regelwikkeling staat in serie met de hoog- of laagspanningswikkeling; beide zijn mogelijk. Bij de gebruikelijke "step-down" distributie vermogentransformator wordt de hoogspanning constant beschouwd en de laagspanning wordt geregeld met de automatische spanningsregelaar die de lastschakelaar bedient ongeacht de lastschakelaar (en de bijhorende regelwikkeling) in de hoog- of laagspanning gemonteerd is. Inderdaad, het veranderen van de stand van de lastschakelaar heeft enkel invloed op de overzetverhouding van de transformator.

## Werkingsprincipe
De spanningsregelaar is ingesteld op een bepaalde gewenste spanning Udesired. Bij verhoging of verlaging van één stand van de lastschakelaar verhoogt of verlaagt de spanning met de waarde Ustep. Als bandbreedte B van de regelaar wordt normaal 60% van de stapspanning Ustep genomen. Bij 50 % raken de banden elkaar, bij 60% overlappen ze gedeeltelijk waardoor het aantal schakelingen sterk beperkt wordt. Een tweede manier om het aantal schakelingen te beperken is een tijdsvertraging T1. Wanneer de spanning buiten de band komt start een timer. Na afloop van de timer zal de spanningsregelaar schakelen. De tijdvertraging van de timer T1 is afhankelijk van de afwijking (dU) van de ingestelde spanning Udesired.

## Aansluitingen
- Voedingsspanning 3-4. Die wordt soms afgetakt van de spannings-meettransformator
- Aansluiting spanningstransformator (Analoge ingang) 1-2. De Automatische spanningsregelaar meet de secundaire spanning niet rechtstreeks maar via een spanningstrafo. Een typische secundaire spanning van die spanningstrafo is 110V AC. Die secundaire spanning wordt aangesloten op de regelaar.
- Aansluiting stroomtransformator (Analoge ingang) 5-6/9/10. Een stroomtransfo is enkel noodzakelijk voor werking volgens minimum circulerende reactieve stroom principe maar kan optioneel gebruikt worden voor "Line Drop Compensation". Met de functie LDC is het mogelijk om de spanning niet te regelen aan de secundaire klemmen van de transformator maar verder stroomafwaarts aan het einde van de feeder (voedingskabel). Hiervoor wordt de secundaire spanning verminderd met de spanningsval over de feeder. Die spanningsval is evenredig met de stroom die door de stroomtransformator gemeten wordt en met de impedantie van de kabel die moet ingegeven worden in de regelaar.
- Andere analoge ingangen
  - de positie van de lastschakelaar als 4-20mA ingang of als weerstandsignaal (44-45-46)
- Digitale ingangen
  - de positie van de lastschakelaar in BCD-code als alternatief voor de analoge ingang
  - "lower setpoint 3%" verlaagt de ingestelde spanning met 3% om bij piekbelasting 3% meer stroom te kunnen leveren. Dit bespaart ook energie want bij een lagere spanning vraagt de belasting ook minder stroom dus moet er op piekbelasting minder vermogen geleverd worden.
  - Parallel group I (41-43) is een signaal van de scheider die beide laagspanningsnetten verbindt voor parallelwerking. Bij parallelwerking van 2 transformatoren is er slechts 1 groep mogelijk.
  - Parallel group II (42-43) is een signaal van de scheider die beide laagspanningsnetten verbindt voor parallelwerking. Dit is enkel mogelijk bij parallelwerking van meer dan 2 transfo's omdat er dan meerdere groepen gedefinieerd kunnen worden.
  - Manual/Auto (11-15-16) hiermee kan de spanningsregelaar
- Relais uitgangen
  - "Raise" of verhogen van de stand (29-30-31)
  - "Lower" of verlagen van de stand (26-27-28)
  - "Manual/Auto" (23-24-25) wordt bediend door de Manual/Auto druktoetsen op de regelaar of door de Manual & Auto ingangen. Dit contact kan gebruikt worden om de voedingsspanning te onderbreken in "manual" stand of voor signalisatie.
  - "Overcurrent blocking" I> (17-18-19). Voorkomt het schakelen bij een ontoelaatbaar grote stroom.
  - "undervoltage blocking" U< (17-18-19). Voorkomt het schakelen indien de trafo afgeschakeld wordt of bij kortsluiting.
  - "overvoltage" U> (17-18-19). Genereert een alarm indien de spanning ontoelaatbaar groot wordt. Sommige regelaars registreren die spanning om bij beschadiging van de schakelaar aan deze metingen te kunnen refereren.
  - "Tap-change in progress" geeft een melding dat de lastschakelaar aan het veranderen is van stand.
  - "Out-of-step" bij parallelwerking duidt aan dat de lastschakelaar niet in dezelfde stand staat als de lastschakelaar van de andere transfo('s).
  - Parallel (38-39-40) geeft aan dat de transformator parallel werkt en wordt dus bediend door de ingangen "Parallel I" en "Parallel II".
  - Status Parallel (35-36-37) geeft de status aan van de parallelwerking en signaleert indien er een fout is met de bus aansluiting.
- Bus aansluiting. Indien de spanningsregelaar gebruikt wordt bij parallelwerking moet hij gegevens ontvangen van de andere transfo via de andere spanningsregelaar. De bus aan de eerste en laatste regelaar moet meestal afgesloten worden. Bij Reinhausen gebeurt dit met een weerstand van 120 ohm.

## Parallelwerking
De moderne elektronische spanningsregelaars hebben tevens een functie die parallelwerking mogelijk maakt.

### Voorwaarden voor parallelwerking
Twee transformatoren kunnen in parallel werken als aan volgende voorwaarden voldaan is:
- Ze hebben dezelfde primaire en secondaire spanning. Bij ongelijke spanning zal er een circulatiestroom ontstaan tussen de 2 transfo's die een extra opwarming van de laagspanningsbus veroorzaakt.
- Ze hebben hetzelfde klokgetal.
- Ze hebben hetzelfde vermogen (of de verhouding vermogen op impedantie is hetzelfde).
- Ze hebben dezelfde impedantie (of de verhouding vermogen op impedantie is hetzelfde).
- Ze hebben hetzelfde klokgetal of komen uit een groep waar ze mee parallel kunnen.

### Stabiliteit van de regeling
Als twee transformatoren parallel werken, elk met een afzonderlijke regelaar die geen voorzieningen heeft voor parallelwerking zal er een onstabiele regeling zijn waardoor de regelaars divergeren; de ene regelaar zal naar de hoogste stand regelen en de andere naar de laagste stand waarbij initieel de gemiddelde spanning nog steeds de regelspanning is maar waarbij ontoelaatbaar grote circulatiestromen vloeien. Dit omdat de regelaars nooit 100% identiek zijn en waardoor de ene sneller schakelt bij te lage spanning en de andere sneller schakelt bij te hoge spanning. Als de ene geschakeld heeft, is de spanning gecorrigeerd en zal de andere relais dit opmerken en de initiatie om een schakeling uit te voeren valt weg. Deze onstabiliteit wordt nog eens vergroot wanneer Line-Drop-Compensation is geactiveerd.
Er zijn twee mogelijke oplossingen om een stabiele parallelwerking te bekomen:
- Het Master/Follower parallelwerking
- Parallelwerking met Minimim circulating reactive current

### Master slave
Het master/slave principe wordt toegepast bij parallelwerking van twee identische transfo's omdat eenzelfde stand ook eenzelfde overzetverhouding inhoud met eenzelfde impedantie. Enkel de spanningsregelaar van de "Master" wordt echt als spanningsregelaar gebruikt en de "Slave" volgt enkel elke verandering van de "Master" slaafs op. Men spreekt dan ook soms ook van een Master-Slave systeem waarbij soms bedoeld wordt dat de "slave"pas schakelt nadat de "master" zijn schakeling voltooid heeft.
In elk geval moet de regelaar weten wanneer de transformator in parallel werkt. Hiervoor moet een hulpcontact van de scheidingsschakelaar de beide laagspanningsnetten scheidt, aangesloten worden op elke regelaar. Bij meerder transfo's kunnen meerder groepen gedefinieerd worden en daarom heeft de spanningsregelaar ook 2 ingangen om in twee verschillende groepen te kunnen werken. Dit is het eenvoudigste systeem maar enkel toepasbaar bij identieke transfo's.

### Minimim circulating reactive current

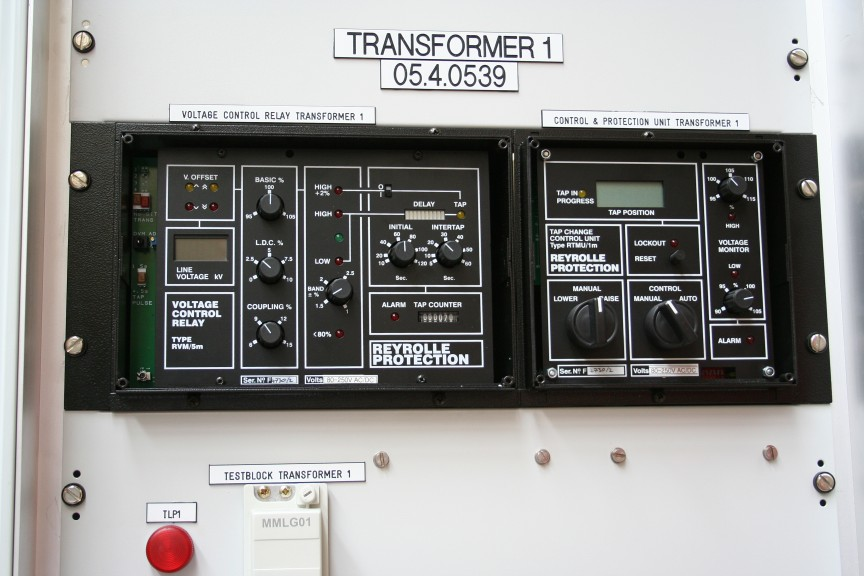
De VA-Tech/Reyrolle spanningsregelaar werkt met minimum reactieve circulatiestroom

Het minimum circulating current principe wordt toegepast voor parallelwerking van twee of meer transfo's die niet identiek zijn. Indien twee transfo's parallel werken met een verschillende overzetverhouding zal de ene transfo een spanning UVerschil meer leveren dan de andere. De spanning UVerschil is kortgesloten door het net waardoor er een reactieve circulatiestroom vloeit. De enige belasting in deze kring is immers de lage weerstand van de LV-bus en de hoge impedantie van beide transfo's waardoor de circulatiestroom haast zuiver inductief is. Om met dit principe te kunnen werken moet op elke spanningsregelaar een stroomtransformator aangesloten worden om deze reactieve stroom te meten met de regelaar die de lastschakelaar zo regelt om de reactieve circulatiestroom te minimaliseren. Het regelalgoritme gebruikt nu inderdaad twee parameters: de secundaire spanning en de reactieve stroom. Om dit in de praktijk om te zetten zijn er alweer verschillende systemen verkrijgbaar:
- detectie van de circulatiestroom
  - analoog door koppeling van twee regelaars met piloot-lijnen waardoor een stroom, evenredig aan de lijnstroom Il loopt. In de regelaar is een 3-wikkeling stroomtransformator-splitter ingebouwd om de stroom te splitsen. Eén wikkeling wordt aangesloten op de stroomtransformator die de belastingsstroom meet. Die gemeten stroom is in werkelijkheid een deel belastingsstroom Il en een deel circulatiestroom Ic. De andere wikkeling van de stroomtransformator-splitter is aangesloten op dezelfde wikkeling van de andere regelaar en de stroom in dit circuit zal zich automatisch instellen op de gemiddelde stroom en die is automatisch de belastingsstroom Il. Bijgevolg zal de derde wikkeling de resterende stroom Ic weergeven en deze stroom wordt in het relais verwerkt om de regeling te sturen. Als de toegelaten circulatiestroom Ic wordt overschreden zal het relais schakelen.
  - digitaal doordat de gemeten stromen van beide regelaars met elkaar vergeleken worden via een bus-koppeling.
- negatieve reactantie. Omdat bij Line-Drop Compensation ook de circulatiestroom een invloed heeft op de spanningsval over resistieve en inductieve component van de lijn en omdat deze invloed de divergentie versterkt zal het omkeren van de circulatiestroom in elke regelaar een stabielere regeling teweegbrengen.